# El Morell
El Morell é um município da Espanha, na comarca do Tarragonès, província de Tarragona, comunidade autónoma da Catalunha. Tem 5,92 km² de área e em 2021 tinha 3 732 habitantes (densidade: 630,4 hab./km²). Limita com os municípios de El Rourell, Vallmoll, Els Garidells, Perafort, La Pobla de Mafumet, Vilallonga del Camp e La Selva del Camp.